# Цей зелений, червоний світ
«Цей зелений, червоний світ» («Այս կանաչ, կարմիր աշխարհը») — радянський художній фільм 1975 року, знятий режисераами Юрієм Єрзинкяном і Ернестом Мартиросяном на кіностудії «Вірменфільм».

## Сюжет
За мотивами оповідання А.Бакунца «Фазан». Про трагічне кохання юнака Ділана та дівчини Сони, яку засватали за багатого, але нелюбого сусідського хлопця.

## У ролях
- Манана Цховребова — Сона
- Яків Азізян — Ділан
- Софія Саркісян — Асмік
- Гуж Манукян — роль другого плану
- Какавік Карапетян — Сона в дитинстві
- Саркіс Григорян — Ділан в дитинстві
- Галя Новенц — мати Сони
- Верджалуйс Міріджанян — мати Ділана
- Р. Міскарян — епізод
- М. Мкртумян — епізод
- Маргарита Мурадян — епізод
- Артемій Айрапетян — епізод

## Знімальна група
- Режисери — Юрій Єрзинкян, Ернест Мартиросян
- Сценарист — Грант Матевосян
- Оператори — Рудольф Ватинян, Рубен Мурадян
- Композитор — Тигран Мансурян
- Художник — Мінас Аветисян